# Balto 2: Wolf Quest
Balto II: Wolf Quest (titulada: Balto 2: Aventura en la tierra de hielo en España y Balto 2: En busca de tus raíces en Hispanoamérica) es una secuela lanzada directamente a video y DVD de la película de 1995 Balto. Se estrenó el 19 de febrero de 2002.

## Trama
Tiempo después de los eventos de la primera película. Balto y su pareja, Jenna, han tenido su primera camada de cachorros, entre los cuales destaca la pequeña Aleu, pues es la única que heredó los rasgos de su padre. Esto le presenta dificultades para encontrar un hogar mientras sus hermanos y hermanas son adoptados.
Insegura de su lugar en el mundo, Aleu emprende un viaje para descubrir sus raíces y encontrar su verdadero yo. En el camino, se encontrará con nuevos amigos y enfrentará peligros inesperados, mientras aprende sobre el valor de la familia, la amistad y la aceptación.

## Personajes
- Balto: Es el protagonista titular. Valiente y perseverante como siempre. Pasará casi a un segundo plano en esta película pero sin dejar de ser importante, ayudará a su hija en su viaje de autodescubrimiento. Tendrá una postura más adulta en su personalidad.

- Jenna: Jenna, el amor de Balto en la primera entrega de la saga, casi no será vista en la película, con apariciones, es la madre de Aleu.

- Boris: Es el ganso campestre que crio a Balto. Siempre junto a él dándole consejos. Aunque a veces Balto ignora estos y hace lo que siente. Se transformará en la “niñera” de Aleu a pesar de que ella niegue necesitar de su ayuda. Igualmente continua cuidando de los osos Muk y Luk.

- Aleu: Ella es la protagonista principal de la película solamente en Balto 2: En busca de tus raíces. Ella es la hija menor de Balto y Jenna quien se escapará de su hogar al ser rechazada por los humanos por su aspecto lobo. Balto tendrá que ir en su búsqueda y al final el termina apoyándola en su viaje convirtiéndose en una nueva líder del clan juntos con la manada de lobos, donde ahí encontró un nuevo hogar.

- Muru: Este ratoncito ayudará a Aleu en la búsqueda de su identidad.

- Nava: Es un viejo lobo líder de la manada que necesita la ayuda de Balto con su hija Aleu. Sabio y, aparentemente, brujo o mago.

- Niju: Desea el mando. Pues se cree más joven y sensato sin embargo puso en peligro la vida de toda la manada de lobos.

- Aniu: Una legendaria loba blanca que ella es la madre fallecida de Balto. Ella toma distintas formas para guiar a Aleu y Balto en su viaje:
  - Zorro: Astuto, tramposo.
  - Glotón: Los temores
  - Oso: Conocimiento interno.
  - Cuervo: El que guía a padre e hija en su viaje.

Además del  Caribú: La vida.

## Reparto
| Personaje | Actor original    | Actor de doblaje (Latinoamérica) | Actor de doblaje (España)          |
| --------- | ----------------- | -------------------------------- | ---------------------------------- |
| Balto     | Maurice LaMarche  | Rafael Rivera                    | Juan Antonio Bernal                |
| Jenna     | Jodi Benson       | Mónica Manjarrez                 | Nuria Mediavilla                   |
| Boris     | Charles Fleischer | Jesús Barrero†                   | Miguel Ángel Jenner                |
| Aleu      | Lacey Chabert     | Irene Jiménez                    | Graciela Molina                    |
| Luk y Muk | Kevin Schon       | Eduardo Garza                    | Aleix Estadella                    |
| Niju      | Mark Hamill       | Alejandro Ortega                 | Eduard Farelo                      |
| Nava      | David Carradine   | Jorge Lapuente                   | Joaquín Díaz                       |
| Muru      | Peter MacNicol    | Arturo Mercado JR.               | José J. Diaz/Óscar Mas (canciones) |